# Hettick
Hettick – wieś w Stanach Zjednoczonych, w stanie Illinois, w hrabstwie Macoupin.